# Andrena takachihoi
Andrena takachihoi är en biart som beskrevs av Hirashima 1964. Andrena takachihoi ingår i släktet sandbin, och familjen grävbin. Inga underarter finns listade i Catalogue of Life.